# 브라더 공업
브라더 공업 주식회사(일본어: ブラザー工業 株式会社, 영어: Brother Industries)는 일본의 기술 기업이며 팩스, 프린터, 복합기, 재봉틀을 제조하는 사무 및 산업용 기기 제조 업체이다. 본사는 일본의 아이치현 나고야시에 위치해 있다.